# ジェシカ・スウィート

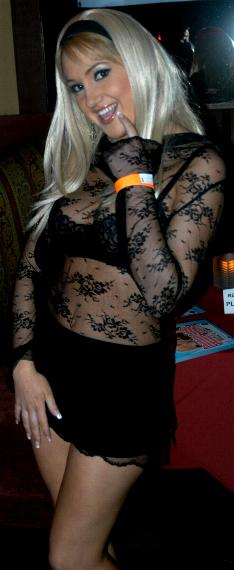
ジェシカ・スウィート

ジェシカ・スウィート（Jessica Sweet、 1985年9月24日 - ）は、アメリカ合衆国のポルノ女優。カリフォルニア州出身。